# INSAT-1A
O INSAT-1A foi um satélite de comunicação e meteorológico geoestacionário indiano da série INSAT que foi construído pela Ford Aerospace. Ele esteve localizado na posição orbital de 74 graus de longitude leste e era operado pela Organização Indiana de Pesquisa Espacial (ISRO). O satélite foi baseado na plataforma Insat-1 Bus e sua expectativa de vida útil era de 7 anos. O mesmo falhou em 4 de setembro de 1982 após o painel solar não abrir.

## História
O programa INSAT-1 que incorporava o satélite INSAT-1A em órbita geoestacionária contava com uma série de estações de terra em toda a Índia. O satélite INSAT-1A tinha 12 transponders em banda C, ele foi projetado para fornecer telecomunicações combinadas, transmissão direta, TV e serviço de meteorologia para a comunidade civil da Índia ao longo de 7 anos de vida útil em órbita. O pacote de telecomunicações prestados em dois sentidos, circuitos telefônicos de longa distância e rádio direto e televisão às áreas mais remotas da Índia.
O pacote de meteorologia era composto de uma varredura com uma alta resolução, dois canais radiômetro (VHRR) para fornecer uma cobertura full-frame, full-terra a cada 30 minutos. O canal visual (0,55-0,75 micrômetro) tinha uma resolução de 2,75 km, enquanto o canal IR (10,5-12,5 micrômetros) tinha uma resolução de 11 km.
Usando o recurso da INSAT TV, foram feitos os primeiros avisos de desastres iminentes (inundações, tempestades, etc) que podiam atingir diretamente a população civil, mesmo em áreas remotas. O INSAT-1A também tinha um canal de dados para às transmissões meteorológicas, hidrológicos e de dados oceanográficos com coleta de dados autônoma baseados em terra ou à base de oceano e plataformas de transmissão.
O satélite falhou no final de 1982, e foi abandonado em setembro de 1983, quando seu propulsor de controle de altitude estava exausto.

## Lançamento
O satélite foi lançado espaço no dia 10 de abril de 1982, às 23:58:10 UTC, por meio de um veículo Delta-3910 PAM-D a partir da Estação da Força Aérea de Cabo Canaveral, na Flórida, EUA. Ele tinha uma massa de lançamento de 1.152,1 kg.